# Nada ha cambiado
Nada Ha Cambiado es el cuarto álbum como solista de Christian Meier, lanzado en 2016 y grabado entre los meses de febrero y mayo, después de casi 15 años alejado de los estudios de grabación, decide grabar un dúo de la canción Alguien que se grabaría en Los  Ángeles junto a Gian Marco. Fue lanzado oficialmente el 2016.
; es un álbum tipo remix-electro con unos cuantos de sus éxitos relanzados.
Este álbum se iba a realizar junto a Andrés Calamaro y no con Gian Marco, pero por algunos inconvenientes aún desconocidos no se pudo llevar a cabo.

## Lista de canciones
Todas las canciones escritas y compuestas por Christian Meier. 
| Nada ha cambiado |                              |          |  |
| N.º              | Título                       | Duración |  |
| 1.               | «La pena»                    | 3:32     |  |
| 2.               | «Espérame en el tren»        | 4:06     |  |
| 3.               | «Alguien» (ft. Gian Marco)   | 4:22     |  |
| 4.               | «Frente a mis ojos»          | 3:41     |  |
| 5.               | «Quédate»                    | 4:05     |  |
| 6.               | «Primero en mojarme»         | 4:23     |  |
| 7.               | «Quién sabe»                 | 3:39     |  |
| 8.               | «Tus huellas entre las mías» | 3:48     |  |
| 9.               | «No me acuerdo quién fui»    | 3:34     |  |
| 10.              | «Carreteras mojadas»         | 4:22     |  |
| 39:36            |                              |          |  |

## Promoción

### Sencillos
- Alguien: La canción original pertenece al tercer álbum “Once noches”; primer sencillo editado para el álbum Nada ha cambiado fue lanzado el 20 de julio de 2016, a través de iTunes, y además en YouTube es publicado el correspondiente videoclip; el clip es una toma de escenas donde Christian Meier y Gian Marco cantan juntos, y claro, con una nueva versión.[2]